# William Frederick Collings
Pour les articles homonymes, voir Collings.
William Frederick Collings, né en 1852 et mort le 20 juin 1927, est le seigneur de Sercq de 1882 à 1927.

## Biographie
Il est le père de Sibyl Collings Beaumont Hathaway.